# Синміхаю-Джерман
Синміхаю-Джерман (рум. Sânmihaiu German) — село у повіті Тіміш в Румунії. Входить до складу комуни Синміхаю-Ромин.
Село розташоване на відстані 422 км на захід від Бухареста, 16 км на захід від Тімішоари.

## Населення
За даними перепису населення 2002 року у селі проживали 733 особи.
Національний склад населення села:
| Національність | Кількість осіб | Відсоток |
| -------------- | -------------- | -------- |
| румуни         | 663            | 90,5%    |
| німці          | 49             | 6,7%     |
| угорці         | 14             | 1,9%     |

Рідною мовою назвали:
| Мова      | Кількість осіб | Відсоток |
| --------- | -------------- | -------- |
| румунська | 681            | 92,9%    |
| німецька  | 40             | 5,5%     |
| угорська  | 9              | 1,2%     |